# Plectranthus albicalyx
Plectranthus albicalyx là một loài thực vật có hoa trong họ Hoa môi. Loài này được Suddee mô tả khoa học đầu tiên năm 2004.